# Trupanea prolata
Trupanea prolata
 es una especie de insecto díptero que Hardy y Drew describieron científicamente por primera vez en el año 1996.
Esta especie pertenece al género Trupanea de la familia Tephritidae.